# (974) Lioba
(974) Lioba es un asteroide perteneciente al cinturón de asteroides descubierto el 18 de marzo de 1922 por Karl Wilhelm Reinmuth desde el observatorio de Heidelberg-Königstuhl, Alemania.
Está nombrado en honor a la religiosa anglosajona Lioba.